# Сухорукова Наталія Володимирівна
Наталія Володимирівна Сухорукова (нар. 18 жовтня 1975, Кримська область, УРСР) — українська футболістка, півзахисниця. Входить в десятку найкращих гвардійців чемпіонату України. У 2011 році була визнана найкращою футболісткою України за 20 років. Пішла на співпрацю з кримськими зрадниками та російськими окупантами.

## Клубна кар'єра
Наталія Сухорукова дебютувала в чемпіонаті України в 1993 році в складі сімферопольського клубу «Крим-Юні». Наступний сезон футболістка провела в складі команди «Донецьк-Рось», разом з яким вона стала переможцем чемпіонату, Кубка України та Кубка пам'яті Наталії Лисенчук. У сезоні 1995 року Сухорукова виступала за столичний «Спартак», разом з яким завоювала бронзу чемпіонату України. Потім виступала в Росії протягом двох років, де в складі самарського ЦСК ВВС ставала чемпіоном країни і фіналістом Кубка.
Наступною командою в кар'єрі Сухорукової стала українська «Дончанка». З 2001 року по 2009 рік вона була гравцем «Житлобуду-1». Разом з харків'янками футболістка тричі вигравала український чемпіонат і чотири рази ставала його срібним призером і один раз — бронзовим, п'ять разів була переможцем Кубка України і тричі його фіналісткою. Брала участь у Лізі чемпіонів 2009/10.
У 2010 році Наталія Сухорукова виступала за польський «Медик», разом з яким посіла друге місце в чемпіонаті Польщі. Потім вона повернулася в Україну, де приєдналася до чернігівської «Легенди». У складі команди брала участь в Лізі чемпіонів 2010/11 і 2011/12. Ставала срібним призером чемпіонату та фіналістом Кубка.
Взимку 2012 року з'явилася інформація про те, що футболістка веде переговори з російською «Мордовочкой». В результаті Сухорукова приєдналася до клубу разом з іншою українкою Юлією Корнієвець. Відігравши за команду чотири матчі в чемпіонаті Росії вона залишила її.

## Кар'єра в збірній
З 1994 року виступала за жіночу збірну України. У 2009 році головний тренер збірної Анатолій Куцев викликав Сухорукову на чемпіонат Європи в Фінляндії. Українки посіла останнє четверте місце в своїй групі і покинули турнір. Всього в турнірах під егідою УЄФА футболістка зіграла в 14 матчах.

## Футзал
З 2012 року Наталія Сухорукова виступала за ряд футзальних клубів. У 2012 році вона захищала кольори сімфіропольского «Профі». Потім стала гравцем дніпропетровського клубу «Злагода». У складі команди ставала бронзовим призером чемпіонату України 2012/13. У 2015 році Сухорукова повернулася до Криму, де продовжила виступи за «Кримчанку-Тюмень» і «За тверезий Крим». У складі змішаної команди «Кримчанка-Рекорд», в якій виступають чоловіки і жінки, грала в Арсенал-Лізі Криму. Взимку 2017 року «Захсибколедж» запросив футболістку зіграти за тюменську команду в фіналі чотирьох з футзалу серед жінок. Сухорукова допомогла зайняти клубу третє місце на турнірі. Потім, кримчанку знову запросили зіграти за тюменців у півфінальному матчі чемпіонату Росії серед жіночих команд. За результатами матчів «Захсибколеджу» не вдалося пробитися до фіналу.
У січні 2018 року в складі сімферопольської «Кримчанки» Сухорукова взяла участь в турнірі Christmas Female Skeemen. Кримчанки зайняли четверте місце, а сама Сухорукова була визнана найкращим гравцем турніру.

## Кар'єра тренера
Сухорукова була тренером сімферопольської команди «Кримчанка». На початку 2017 року було прийнято рішення про створення так званої «жіночої збірної Криму з футболу», а посаду «головного тренера» було довірено Наталії Сухоруковій.

## Досягнення
«Донецьк-Русь»
- Чемпіонат України
  -  Чемпіон (1): 1994

- Кубок України
  -  Володар (1): 1994

«Спартак» (Київ)
- Чемпіонат України
  -  Бронзовий призер (1): 1995

ЦСК ВВС
- Чемпіонат Росії
  -  Чемпіон (1): 1996

- Кубок Росії
  -  Володар (1): 1996

«Житлобуд-1»
- Чемпіонат України
  -  Чемпіон (3): 2003, 2004, 2008
  -  Срібний призер (4): 2002, 2005, 2006, 2009
  -  Бронзовий призер (1): 2007

- Кубок України
  -  Володар (5): 2003, 2004, 2006, 2007, 2008
  -  Фіналіст (3): 2002, 2005, 2009

«Медик»
- Чемпіонат Польщі
  -  Срібний призер (1): 2009/10

«Легенда»
- Чемпіонат України
  -  Срібний призер (1): 2011

- Кубок України
  -  Фіналіст (1): 2011